# Путринцы
Путринцы (укр. Путринці) — село в Изяславском районе Хмельницкой области Украины.
Население по переписи 2001 года составляло 425 человек. Почтовый индекс — 30309. Телефонный код — 3852. Занимает площадь 1,6 км². Код КОАТУУ — 6822186002.

## Местный совет
30330, Хмельницкая обл., Изяславский р-н, с. Радошевка, ул. Ленина, 19